# Tugs
Tugs è una serie animata del 1988, diretta da David Mitton e prodotta da Robert Cardona. È stata doppiata in poche lingue e non è mai stata doppiata in italiano.

## Trama
A New York, nel periodo interbellico, ci sono due flotte rivali di rimorchiatori che competono per ottenere contratti, rimorchiare navi o consegnare chiatte merci nel porto.

## Storia
È stata prodotta perché nel 1987 Britt Allcroft, creatrice della serie TV del trenino Thomas, era andata negli Stati Uniti per promuovere la sua serie. Perciò, Mitton e Cardona ne approfittarono per creare una loro serie, ambientata a New York negli anni '20, che parlava di due flotte rivali di rimorchiatori a vapore.

## Episodi
1. Sunshine
2. Pirate
3. Trapped
4. Regatta
5. Munitions
6. Warrior
7. High Tide
8. Quarantine
9. Ghosts
10. Jinxed
11. High Winds
12. Up River
13. Bigg Freeze